# Partij voor Respect en Vrijheid
TISZA – Partij voor Respect en Vrijheid (Hongaars: Tisztelet és Szabadság), meestal kortweg Tisza, is een conservatief-populistische Hongaarse politieke partij onder leiding van Peter Magyar, opgericht in 2021. 
Aanvankelijk was het een kleine partij. Deze won snel aan bekendheid toen voormalig Fidesz -partijlid Peter Magyar zich bij de partij voegde om deel te nemen aan de verkiezingen voor het Europees Parlement in 2024.

## Geschiedenis
De partij werd opgericht in 2021 en was van plan om in 2022 deel te nemen aan de Hongaarse parlementsverkiezingen. De partij wees staatssubsidie af en vertrouwde in plaats daarvan op donaties van haar leden. Hoewel de partij 222.000 forint verzamelde, kon ze dat jaar niet meedoen aan de verkiezingen. De partij bleef twee jaar een soort slapende partij, totdat Magyar in 2024 er nieuw leven in blies door aan te kondigen dat hij met de partij zou meedoen aan de Europese parlementsverkiezingen van 2024. 

## Ideologie en beleid
De partij zegt zelf 'ernaar te streven om de functionerende orde van de Hongaarse staat te herstellen door zich aan te sluiten bij het Europees Openbaar Ministerie, om effectief toezicht te houden op de uitbetaling van EU-financiering in Hongarije. Deze blijft grotendeels bevroren vanwege schendingen van de rechtsstaat. Het is ook de bedoeling om het verborgen ministerie van “Propaganda”, dat verantwoordelijk is voor desinformatie, te ontbinden en om het staatstoezicht op de publieke omroep te beëindigen. Als voornaamste focus voor een vrije, leefbare, Europese kenniseconomie, is het van plan nieuwe ministeries van Onderwijs, Gezondheidszorg en Milieu op te richten als hoeksteen van de partijagenda. Door het concurrentievermogen van het lokale bedrijfsleven te bevorderen, autoriteit terug te geven aan lokale overheden en lokale infrastructuurnetwerken te ontwikkelen, wil het geëmigreerde Hongaren aanmoedigen om terug te keren en zich in Hongarije te hervestigen. Magyar verklaarde dat hij zijn ambtstermijn voor maximaal twee termijnen wil beperken om machtsmisbruik te voorkomen. Volgens hem heerst er een morele, politieke en economische crisis in Hongarije, en creëren politici kunstmatige maatschappelijke verdeeldheid om de enorme kleptocratie te verbergen. Hij wil de Hongaren over een breed spectrum verenigen. Ondanks aanzienlijke financiële steun van de EU blijft Hongarije de op een na armste lidstaat. De demografische achteruitgang is te wijten aan een gebrek aan een stabiel en voorspelbaar klimaat, en aan de erbarmelijke staat van het onderwijs en de gezondheidszorg, die dringende hervormingen vereisen'.
In de Hongaarse media zijn weinig standpunten bekend van de partij. Magyar wordt als ‘conservatief-populistisch’ gezien. Hij presenteert zichzelf als een 'Derde Weg' naast Orbán en de oppositie. Er zijn echter veel overeenkomsten met Orbán, zowel in zijn standpunten als in zijn strategie. Journalist Viktória Serdült onderzocht voor de nieuwssite hvg.hu de EU-standpunten van Tisza. Magyar wijst meer macht voor Brussel af en vindt het opschorten van EU-subsidies voor Hongarije onterecht.
De partij van Magyar behaalde bij de verkiezingen voor het Europees Parlement 2024 een winst van 31% van de stemmen en werd daarmee vanuit niets de tweede partij na Fidesz, die met 44% de grootste bleef. Bij de vorige Europese verkiezingen in 2019 haalde Fidesz nog een absolute meerderheid van 52,5 procent. De partij van Magyar is uitgenodigd zich aan te sluiten bij de centristische christendemocratische fractie EVP in het Europees Parlement, waar ook  Europese Commissie-voorzitter Von der Leyen deel van uitmaakt en die de verkiezingen won.